# Енкліномен
Енкліномéн (також «форма-enclinomena») — слово, що втрачає свій наголос, якщо до нього приєднується префікс, прийменник, частка, займенник або сполучник, на які цей наголос пересувається. Енкліноменом грецькі граматики позначили явище, коли слово змінювало акут на гравіс. Наприклад:
- vȍzъ → vozъ žè — закон Долобка;
- nȅsǫ → nȃnesǫ — закон Шахматова.